# 威爾明頓 (紐約州普查規定居民點)
威爾明頓（英語：Wilmington）是位於美國紐約州艾塞克斯縣的普查規定居民點。

## 人口
根據2020年美國人口普查的數據，威爾明頓的面積為21.60平方千米，當中陸地面積為21.33平方千米，而水域面積為0.27平方千米。當地共有人口843人，而人口密度為每平方千米39.03人。